# Don't Stop Me Now
"Don't Stop Me Now" é um single da banda britânica de rock Queen, lançado em janeiro de 1979. A canção foi escrita por Freddie Mercury.
Foi lançada pela primeira vez no álbum Jazz. Possui uma melodia mais voltada ao rock puro, diferente de outras canções da banda que tinham um caráter mais melancólico e melódico. A sua letra possui um caráter eufórico e poético: o narrador diz nunca querer parar de viver tão intensamente usando várias metáforas. Por ser uma canção extremamente conotativa, há várias formas de interpretação dessas metáforas.
A música foi considerada por um estudo britânico como a música mais feliz da história.
Uma versão da canção foi apresentada em setembro de 2006 pela banda inglesa McFly, contando com a participação do guitarrista do Queen, Brian May. No dia 5 de setembro de 2011, foi feita uma homenagem aos 65 anos que Mercury teria feito se estivesse vivo: o motor de pesquisa Google, utilizou "Don't Stop Me Now", além de mostrar imagens do cantor em tinta a óleo num doodle.
Durante a música, é citada a lenda de Lady Godiva.

## Recepção
O single alcançou o número 9 nas paradas do Reino Unido, mas apenas o número 86 nos EUA. Apesar disso, a música cresceu em estatura com o tempo e foi popularizada não apenas por airplay consistente, mas por seu uso em anúncios, programas de televisão e filmes e através de versões cover. Posteriormente, tornou-se uma das músicas mais populares do Queen.  A música foi votada como a terceira melhor música do Queen pelos leitores da revista Rolling Stone, que observaram que "o tempo também foi muito gentil e é amplamente visto agora como um dos melhores trabalhos do grupo".  O single também alcançou disco de platina no Reino Unido. 
Apesar de sua popularidade, Brian May não era fã da música, pois sentia que estava comemorando o estilo de vida hedonista e arriscado de Mercury. Freddie havia terminado com Mary Austin, a sua namorada até então e musa inspiradora da famosa música "Love of My Life", e começou a mudar totalmente seu estilo de vida. May acrescentou que não gostava da letra na época, porque foi um período difícil em que o cantor estava "tomando muitas drogas e fazendo sexo com muitos homens". De todo modo, a música tornou-se uma faixa enorme e um hino para as pessoas que querem ser hedonistas. 

## Ficha técnica
Banda
- Freddie Mercury - vocais, piano e composição
- Brian May - guitarra, vocal de apoio
- Roger Meddows-Taylor - bateria, pandeirola, triângulo, vocal de apoio
- John Deacon - baixo